# Tlingit (taal)
Het Tlingit wordt gesproken door de indiaanse Tlingit, voornamelijk in Zuidoost-Alaska en West-Canada. De taal behoort tot de Na-Denétalen. Tegenwoordig is Tlingit een ernstig bedreigde taal, met minder dan 140 moedertaalsprekers, die allen geheel of bijna tweetalig zijn in Engels en Tlingit. Met revitalisatieprogramma’s in Alaska wordt geprobeerd de taal te doen herleven en het voortbestaan van de Tlingittaal en -cultuur te verzekeren.
Russisch-orthodoxe missionarissen waren de eersten die een geschreven versie van Tlingit ontwikkelden om de taal vast te leggen en te vertalen. Deze eerste geschreven vorm van het Tlingit, in Cyrillisch schrift ontstond in de tijd dat het Russische keizerrijk contact had met Alaska en de noordwestkust van Noord-Amerika tot in Californië. Later ontwikkelden Amerikaanse missionarissen een geschreven vorm van Tlingit in het Latijnse alfabet.

## Geschiedenis
De geschiedenis van het Tlingit is slecht bekend, voornamelijk door het ontbreken van geschreven bronnen tot het eerste contact met Europeanen in de jaren 1790. Tot in de vroege 20e eeuw was documentatie schaars en onregelmatig. De taal schijnt zich vanuit Ketchikan en Saxman in Alaska noordwaarts verbreid te hebben naar de Chilkat regio, omdat bepaalde conservatieve eigenschappen in de taal van zuid naar noord geleidelijk afnemen.

## Classificatie
Het Tlingit wordt tegenwoordig geclassificeerd als aparte tak van de Na-Denétalen, met als nauwste verwant het Eyak. Edward Sapir (1915) pleitte voor haar opname in de Na-Denéfamilie. Dit voorstel werd besproken door vele prominente taalkundigen uit die tijd, waaronder Franz Boas (1917) en Pliny Earle Goddard (1920). Studies in de late 20e eeuw door Heinz-Jürgen Pinnow (1962, 1968, 1970) en Michael Krauss (1964, 1965, 1969) toonden aan dat Tlingit en Eyak verwant zijn, en dat Tlingit net als Eyak verwant moet zijn aan de Athabaskische talen, die op hun beurt weer tot de Na-Denétalen behoren.
Sapir stelde oorspronkelijk een verwantschap tussen Tlingit en Haida voor, maar het debat over Na-Dené deed Haida geleidelijk uit het gezicht verdwijnen en die taal wordt nu beschouwd als een isolaat die door langdurige nabijheid door het Tlingit beïnvloed is. De Haida-taalkundige John Enrico heeft in 2004 echter met nieuwe argumenten het debat over een mogelijke verwantschap tussen Tlingit en Haida heropend.

## Geografische verspreiding
Tlingit wordt gesproken van de monding van de Copper in Alaska langs de Golf van Alaska tot aan de Alexanderarchipel in Zuidoost-Alaska. Het kent vijf onderscheiden dialecten, die grotendeels onderling verstaanbaar zijn. Bijna heel het gebied waar oorspronkelijk Tlingit werd gesproken ligt binnen de grenzen van het huidige Alaska. De enige uitzondering is het Inland Tlingit. Dit dialect werd gesproken in een gebied dat zich uitstrekt langs de Taku River en naar noordelijk British Columbia en Yukon Territory rond de meren Atlin Lake, Teslin Lake en Bennett Lake. Dit zijn de enige gebieden in Canada waar Tlingit werd gesproken. Tlingit legenden vertellen dat groepen Tlingit ooit de dalen van de rivieren de Stikine, Nass en Skeena bewoonden tijdens hun migratie vanuit het binnenland. In de staat Washington in de Verenigde Staten bevindt zich ook een kleine gemeenschap van ongeveer 85 sprekers van het Tlingit.

## Dialecten
Het Tlingit wordt verdeeld in vijf hoofddialecten, die grotendeels onderling verstaanbaar zijn:
- Het noordelijkste dialect wordt Yakutat (Yakhwdaat) genoemd, naar de belangrijkste nederzetting van haar sprekers. Dit dialect wordt gesproken ten zuiden van Lituya Bay, tot aan Frederick Sound.
- Het Overgansdialect, dat evenals Yakutat een twee-tonig dialect is, maar fonologisch meer op de zuidelijke dialecten lijkt, werd gesproken in de dorpen Petersburg (Gántiyaakw Séedi “Stoomboot Canyon”), Kake (Khéixh'  “Daglicht”), en Wrangell (Khaachxhana.áak'w “Khaachxhan’s Kleine Meer”), en in de omliggende gebieden. Dit dialect is tegenwoordig nagenoeg verdwenen
- De eveneens stervende dialecten Sanya en Heinya wordt gesproken van Sumner Strait zuidwaarts, tot aan de grens tussen Canada en Alaska. De enige uitzondering is Annette Island, waar zich het reservaat van de Tsimshian bevindt, en de zuidkant van Prince of Wales Island, het land van de Kaigani Haida (K'aayk'aani).
- Het Inland Tlingit wordt in Canada gesproken rond Atlin Lake Teslin Lake.
- Het Tongass Tlingit werd ooit gesproken in het gebied rond Cape Fox, ten zuiden van Ketchikan, maar is in de jaren 1990 uitgestorven.

De verschillende dialecten van het Tlingit kunnen worden ingedeeld in twee-tonige en drie-tonige systemen. De toonwaarden in de twee-tonige dialecten kunnen soms worden voorspeld vanuit de drie-tonige dialecten, maar omgekeerd is dit niet mogelijk. Dit leidde tot de hypothese dat de drie-tonige dialecten ouder waren en de twee-tonige dialecten zich daaruit ontwikkelden. Jeff Leers' ontdekking van het Tongass Tlingit in de late jaren 70 sprak deze hypothese echter tegen. In plaats van tonen hanteert het Tongass Tlingit een onderscheid tussen vier verschillende manieren om klinkers uit te spreken. Verder onderzoek toonde aan de het klinkersysteem van Tongass Tlingit kon worden gebruikt om de tonen van zowel de twee-tonige als de drie-tonige dialecten te voorspellen, maar dat geen van de tonige dialecten de soorten klinkers in het Tongass Tlingit kon veronderstellen. Het Tongass Tlingit is dus het meest conservatieve dialect van het Tlingit en heeft contrasten bewaard die in de andere dialecten verloren zijn gegaan.